# Ограниченный оператор
Оператор {\displaystyle A:X\to Y} называется ограниченным, если каждое ограниченное множество исходного топологического векторного пространства {\displaystyle X} он переводит в ограниченное множество топологического векторного пространства {\displaystyle Y}.
Приведённое выше определение относится как к линейным, так и к нелинейным операторам.

## Линейный ограниченный оператор

### Определения
Для линейного оператора часто приводят другие определения:
- Будем называть линейный оператор {\displaystyle A:X\to Y} ограниченным, если существует такая окрестность нуля {\displaystyle U}, что {\displaystyle A(U)} является ограниченным множеством в {\displaystyle Y}.
- Будем называть линейный оператор {\displaystyle A:X\to Y} в нормированном пространстве ограниченным, если существует такое положительное число {\displaystyle C}, что {\displaystyle \|Ax\|\leq C\|x\|}. Наименьшее из таких чисел {\displaystyle C} обозначают через {\displaystyle \|A\|} и называют нормой оператора {\displaystyle A}. Иными словами,

{\displaystyle \|A\|=\sup _{\|x\|=1}{\|Ax\|}}

### Свойства вF-пространствах
Замечание: Частным случаем F-пространства является пространство Банаха.
- Справедлива теорема о том, что линейный ограниченный оператор, действующий из одного F-пространства в другое является непрерывным.[2]
- Обратно (Теорема Банаха), всякий непрерывный оператор является ограниченным.[1][2]

Поэтому для дополнительных свойств таких операторов смотрите статью Линейный непрерывный оператор.